# Nuốt chụm
Nuốt chụm hay vằn, tên kin (danh pháp: Casearia glomerata) là một loài thực vật có hoa trong họ Liễu. Loài này được Roxb. mô tả khoa học đầu tiên năm 1814.